# Iota Andromedae
Iota Andromedae (Keff al Salsalat, Manus Catenata, 17 Andromedae) é uma estrela na direção da constelação de Andromeda. Possui uma ascensão reta de 23h 38m 08.18s e uma declinação de +43° 16′ 05.1″. Sua magnitude aparente é igual a 4.29. Considerando sua distância de 502 anos-luz em relação à Terra, sua magnitude absoluta é igual a −1.65. Pertence à classe espectral B8V.